# Las Vegas Bowl 2022
Match précédent Match suivant
Le Las Vegas Bowl 2022 est un match de football américain de niveau universitaire joué après la saison régulière de 2022, le 17 décembre 2022 au Allegiant Stadium situé à Paradise dans l'État du Nevada aux États-Unis. 
Il s'agit de la 30e édition du Las Vegas Bowl.
Le match met en présence l'équipe des Gators de la Floride issue de la Southeastern Conference et l'équipe des Beavers d'Oregon State issue de la Pacific-12 Conference.
Il débute à 11 h 30 locales (20 h 30 en France) et est retransmis à la télévision par ESPN.
Sponsorisé par la société SRS Distribution, le match est officiellement dénommé le 2022 SRS Distribution Las Vegas Bowl. 
Beavers d'Oregon State gagne le match sur le score de 30 à 3.

## Présentation du match
Il s'agit de la 1re rencontre entre les deux équipes.
| Équipes                                                                                                   | Couleurs | Conférences | Entraîneurs                     | Stats. saison rég. | Classements avant le bowl | Classements avant le bowl | Classements avant le bowl |
| --- | -------- | ----------- | ------------------------------- | ------------------ | ------------------------- | ------------------------- | ------------------------- |
| Équipes                                                                                                   | Couleurs | Conférences | Entraîneurs                     | Stats. saison rég. | CFP                       | AP                        | Coaches                   |
| Gators de la Floride                                                                                      |          | SEC         | Billy Napier (en) (1re saison)  | 6 - 6              | NC                        | NC                        | NC                        |
| Beavers d'Oregon State                                                                                    |          | Pac-12      | Jonathan Smith (en) (2e saison) | 9 - 3              | no 17                     | no 16                     | no 14                     |
| - Arbitre : Riley Johnson (ACC) - Équipe donnée favorite par les bookmakers : Oregon State par 8 ½ points |          |             |                                 |                    |                           |                           |                           |

### Gators de la Floride
Avec un bilan global en saison régulière de 6 victoires et 6 défaites (3-5 en matchs de conférence), Florida est éligible et accepte l'invitation pour participer au Las Vegas Bowl 2022.
Ils terminent 5e de la Division East de la Southeastern Conference derrière #1 Georgia, #6 Tennessee, #19 South Carolina et Kentucky.
À l'issue de la saison 2022 (bowl non compris), ils n'apparaissent pas dans les classements CFP, AP et Coaches.
le 5 décembre, le quarterback Anthony Richardson annonce qu'il fait l'impasse sur le bowl pour se présenter à la draft 2023 de la NFL. Le 8 décembre, l'entraîneur Napier désigne Jack Miller III (en) pour le remplacer.
Il s'agit de leur 3e participation au Las Vegas Bowl :
| Saisons | Dates            | Vainqueurs   | Scores  | Finalistes   | Bilan     |
| ------- | ---------------- | ------------ | ------- | ------------ | --------- |
| 2003    | 24 décembre 2003 | Oregon State | 55 - 14 | New Mexico   | V : 1 - 0 |
| 2009    | 22 décembre 2009 | BYU          | 44 - 20 | Oregon State | D : 1 - 1 |

| Logo     | Postes                                            | Joueurs                                           | Statistiques                                                      |
| -------- | ------------------------------------------------- | ------------------------------------------------- | ----------------------------------------------------------------- |
|          | Quarterback                                       | Anthony Richardson                                | 176/327 passes réussies pour 2 549 yards, 17 TDs, 9 interceptions |
| Coureur  | Montrell Johnson                                  | 155 courses pour 841 yards nets gagnés et 11 TDs  |                                                                   |
| Receveur | Xzavier Henderson                                 | 38 réceptions pour 410 yards et 2 TDs             |                                                                   |
| Effectif | Listing et statistiques du roster 2022 des Gators | Listing et statistiques du roster 2022 des Gators |                                                                   |

### Beavers d'Oregon State
Avec un bilan global en saison régulière de 9 victoires et 3 défaites (6-3 en matchs de conférence), Oregon State est éligible et accepte l'invitation pour participer au Las Vegas Bowl 2022.
Ils terminent 5e de la Pacific-12 Conference derrière #10 USC, #8 Utah, #12 Washington et #15 Oregon.
À l'issue de la saison 2022 (bowl non compris), ils sont désignés no 14 au classement CFP, no 17 au classement AP et no 16 au classement Coaches.
Il s'agit de leur première participation au Las Vegas Bowl.
| Logo     | Postes                                             | Joueurs                                            | Statistiques                                                     |
| -------- | -------------------------------------------------- | -------------------------------------------------- | ---------------------------------------------------------------- |
|          | Quarterback                                        | Ben Gulbranson                                     | 121/194 passes réussies pour 1 455 yards, 9 TDs, 5 interceptions |
| Coureur  | Damien Martinez                                    | 161 courses pour 982 yards nets gagnés et 7 TDs    |                                                                  |
| Receveur | Jack Velling                                       | 16 réceptions pour 281 yards et 3 TDs              |                                                                  |
| Effectif | Listing et statistiques du roster 2022 des Beavers | Listing et statistiques du roster 2022 des Beavers |                                                                  |